# Paramacrotoma gardneri
Paramacrotoma gardneri là một loài bọ cánh cứng trong họ Cerambycidae.